# Захарова, Нина Пантелеевна
Нина Пантелеевна Захарова (1925—2005) — трактористка, Герой Социалистического Труда (1966).

## Биография
Нина Захарова родилась 20 августа 1925 года на хуторе Поздняков (ныне — Цимлянский район Ростовской области). Окончила курсы трактористов при Новоцимлянской машинно-тракторной станции. Уже в первый год своей работы по эффективности обогнала более старших коллег. Добилась высокой производительности в своей работе.
Указом Президиума Верховного Совета СССР от 23 июня 1966 года за «успехи, достигнутые в увеличении производства и заготовки зерновых и кормовых культур и высокопроизводительное использование техники» Нина Захарова была удостоена высокого звания Героя Социалистического Труда с вручением ордена Ленина и медали «Серп и Молот».
Активно занималась общественной деятельностью. Проживала в станице Новоцимлянская Цимлянского района Ростовской области. Скончалась 5 февраля 2005 года.
Была также награждена рядом медалей.